# August Malmström

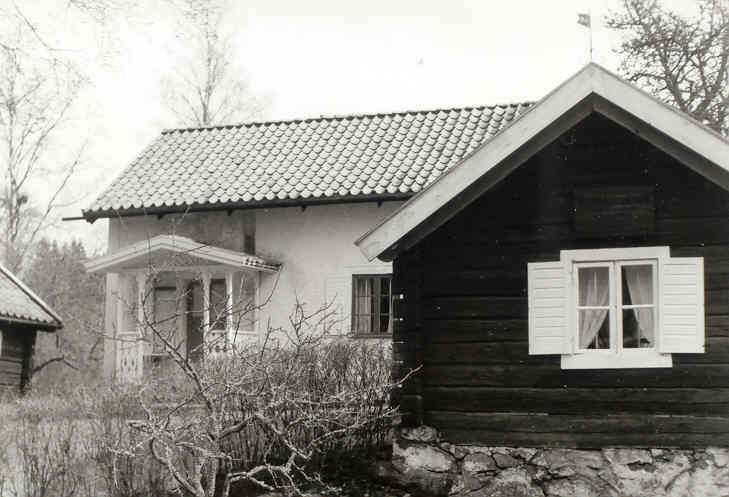
Het geboortehuis van August Malmström is nu een museum

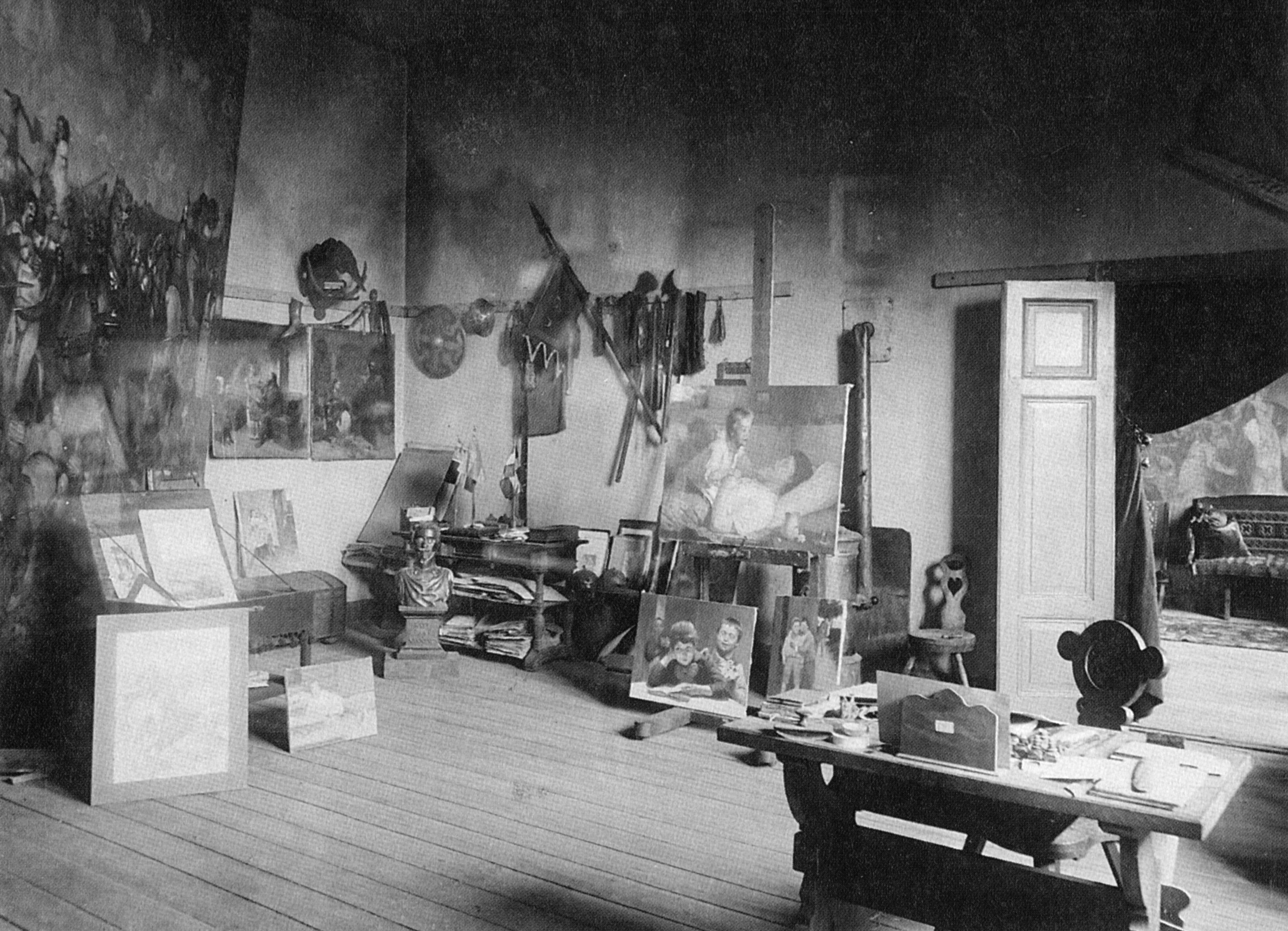
Het atelier van August Malmström

Johan August Malmström (Västra Ny, 14 oktober 1829 - Stockholm, 18 oktober 1901) was een Zweedse kunstschilder die werkte in de stijl van het symbolisme. Malmström was tevens boekillustrator en professor aan de Kungliga Konsthögskolan Stockholm (Koninklijke Academie voor Schone Kunsten) in Stockholm.

## Levensloop
Malmström werd geboren in de parochie Västra Ny op de boerderij Nubbekullen, waarin nu een museum gevestigd is. Zowel zijn vader en grootvader waren timmerlieden en Malmström hielp hen in zijn jonge jaren bij de inrichting van nabijgelegen kerken.
Toen hij 21 jaar was kreeg hij de mogelijkheid om naar Stockholm te reizen, waar hij van 1849 tot 1856 studeerde aan de kunstacademie. In 1856 verhuisde hij naar Düsseldorf. Het jaar daarop ontving hij voor zijn naar Zweden opgestuurde schilderijen een Koninklijke onderscheiding en een reisbeurs, waarmee hij naar Parijs vertrok. Hij keerde in 1858 kortstondig terug naar Düsseldorf om samen met de Noorse schilder Hans Fredrik Gude het schilderij Vikingen op het strand te voltooien. Daarna vertrok Malmström weer naar Parijs, waar hij een leerling werd van Thomas Couture, die met zijn schilderstijl grote invloed zou hebben op de jonge Malmström.
Van 1859 tot 1860 en in 1863 ondernam Malmström studiereizen naar Italië. In 1864 keerde hij terug naar Stockholm waar hij een betrekking aannam als docent aan de kunstacademie.
Naast zijn vrije schilderwerk maakte Malmström ook veel boekillustraties. Zo maakte hij in 1868 prentwerk voor de Fritjofs saga van Esaias Tegnér en in 1888 veertien schilderijen voor een hernieuwde editie van datzelfde gedicht. In 1880 verscheen het werk Sagan om Ragnar Lodbrok och hans söner van Peter August Gödecke met illustraties van Malmström. Ook Fähnrich Stahl door Johan Ludvig Runeberg werd door hem geïllustreerd.
Malmström liet bij zijn overlijden negentien olieverfschilderijen en vele tekeningen na die betrekking hadden op de Njáls saga. Verder maakte Malmström tekeningen voor de krant Ny illustrerad Tidning en bijvoorbeeld voor de boeken van Peter Christen Asbjørnsen en Zacharias Topelius.
Van 1887 tot 1893 was Malmström directeur van de onderwijsafdeling van de Academie voor Schone Kunsten. In 1894 gaf hij ook zijn functie als hoogleraar op. Hij was sinds de oprichting in 1869 lid van de bestuurscommissie van de Zweedse vereniging voor geschiedenisonderzoek, Fornminnesförening.

## Werk (selectie)
- Kung Heimer och Aslög (1857)
- Ingeborg mottager underrättelsen om Hjalmars död (1859)
- Blenda uppmanar Värendskvinnorna till strid
- Bråvalla slag
- Älvalek (1866)
- Kung Sverres tåg till Norge (1866)
- Sista paret ut
- Skvallerbyttan
- Grindslanten (1885)
- En anatomilektion (Professor Curman en zijn leerlingen, 1894)

Kung Heimer och Aslög, 1856
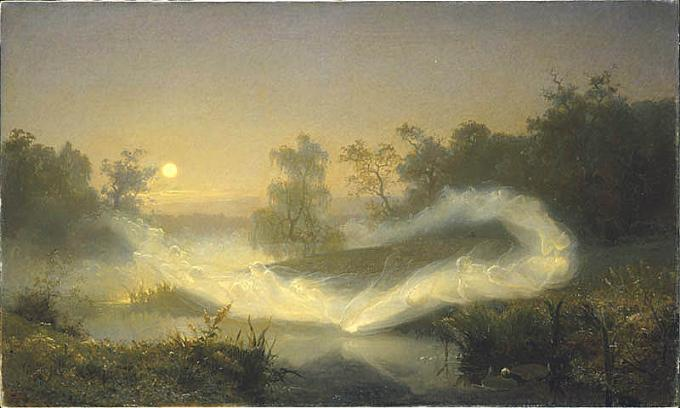
Älvalek, 1866
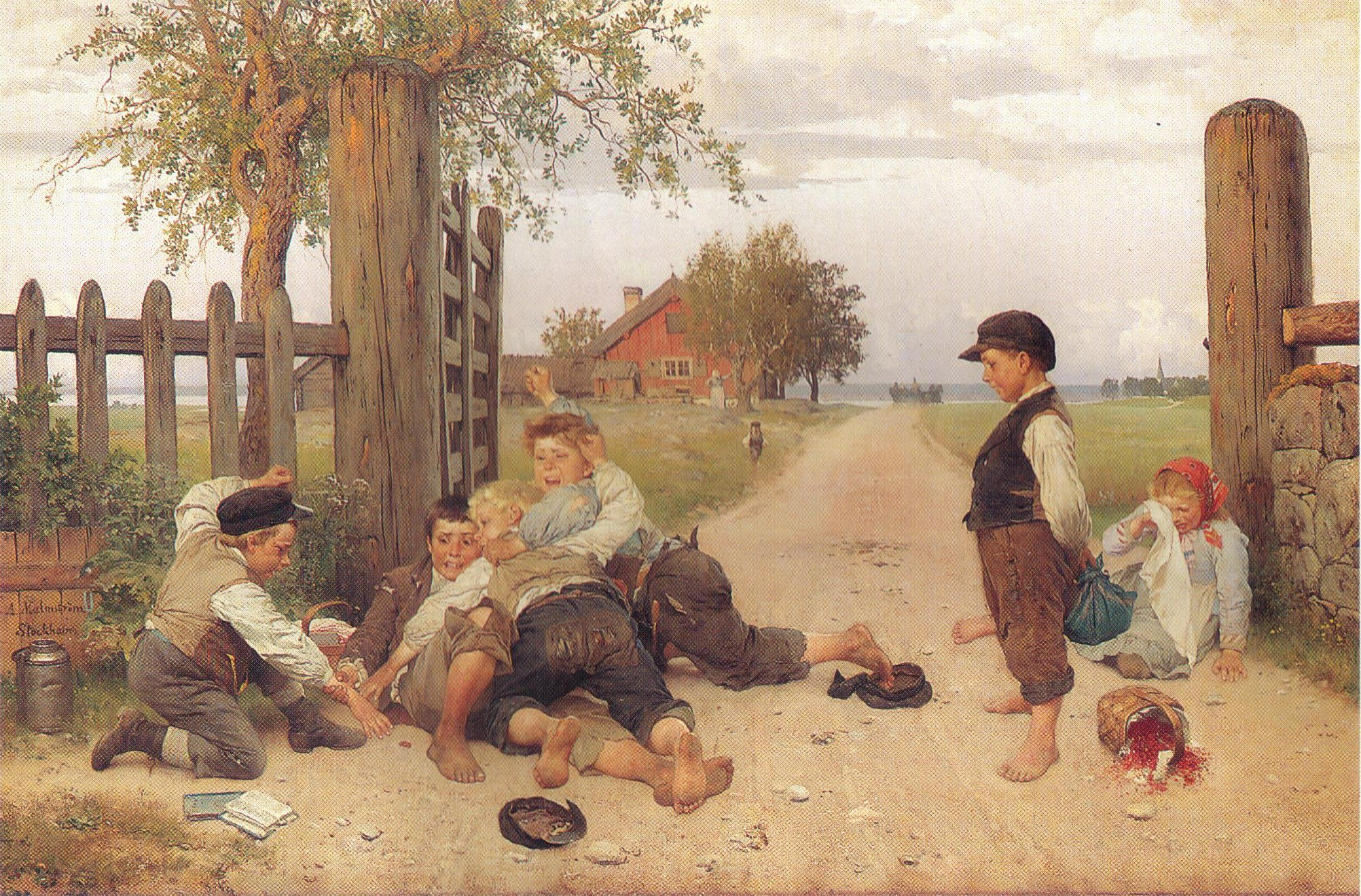
Grindslanten, 1885

- Bibliothèque nationale de France: cb124188819 (data)
- Gemeinsame Normdatei: 119489945
- International Standard Name Identifier: 0000 0000 8098 752X
- KulturNav: 417b3a08-107d-41ad-9b48-9d53e56ae1e9
- Library of Congress Control Number: n86852438
- Nationale Bibliotheek van Letland: 000185304
- MusicBrainz: 21494dc0-883b-4d8f-8ab3-ceccd1f3fb60
- Nederlandse Thesaurus van Auteursnamen: 171404394
- RKD-Nederlands Instituut voor Kunstgeschiedenis: 52190
- LIBRIS: 272169
- Système universitaire de documentation: 03330968X
- Union List of Artist Names: 500036632
- Virtual International Authority File: 19766996
- WorldCat: E39PBJdgX8Fr97xTccpKmqp773